# Isoxazoline
Isoxazoline sind heterocyclische Verbindungen, deren Fünfring ein Sauerstoffatom und ein Stickstoffatom nebeneinanderliegend sowie eine Doppelbindung im Ring enthält.
Einige Stoffe mit einem 2-Isoxazolin-Strukturelement haben Bedeutung als Antiparasitenmittel.

## Eigenschaften
Die Heteroatome Sauerstoff und Stickstoff stehen zueinander in 1,2-Stellung, wobei dem Sauerstoffatom die Position 1 und dem Stickstoffatom die Position 2 zugewiesen ist. Je nach Lage der Doppelbindung im heterocyclischen Ring unterscheidet man folgende zueinander isomere Isoxazoline:
- 2-Isoxazoline,
- 3-Isoxazoline und
- 4-Isoxazoline.

| Unsubstituierte Isoxazoline |                     |               |                     |
| Name                        | 2-Isoxazolin        | 3-Isoxazolin  | 4-Isoxazolin        |
| Anderer Name                | 4,5-Dihydroisoxazol |               | 2,3-Dihydroisoxazol |
| Strukturformel              |                     |               |                     |
| CAS-Nummer                  | 504-73-4            | 214059-36-6   | 58873-22-6          |
| PubChem                     | 12304501            |               | 19350417            |
| Wikidata                    | Q65075851           | Q65076181     | Q82494009           |
| Summenformel                | C3H5NO              | C3H5NO        | C3H5NO              |
| Molare Masse                | 71,08 g·mol−1       | 71,08 g·mol−1 | 71,08 g·mol−1       |

## Vorkommen und Bedeutung
2-Isoxazolin ist ein Strukturelement diverser synthetisch hergestellter, gegen Ektoparasiten wirksamer Stoffe, die deswegen „Isoxazoline“ genannt werden. Sie blockieren ligandengesteuerte Chloridkanäle (insbesondere den GABA-gesteuerten Chloridkanal) bei Gliederfüßern (Arthropoda), wodurch diese nach Aufnahme gelähmt werden und rasch absterben. Zu ihnen gehören beispielsweise die insektizid wirkenden Stoffe 
Fluxametamid und
Isocycloseram
sowie die insektizid und akarizid wirkenden Stoffe
Afoxolaner, das enantiomerenreine (S)-Afoxolaner,
Fluralaner,
Lotilaner,
Mivorilaner,
Sarolaner und
Umifoxolaner. Einige werden tiermedizinisch gegen Zecken und Flöhe eingesetzt.
Die Herbizide Fenoxasulfon, Icafolin, Pyroxasulfon und Topramezon enthalten ebenfalls eine  2-Isoxazolin-Struktur, auch die Fungizide Fuoxapiprolin und Oxathiapiprolin.
2-Isoxazoline kommen auch natürlich vor. Aus Schwämmen wurden Wirkstoffe isoliert, die auf krebszellhemmende Wirkung untersucht werden.

## Synthese
2-Isoxazoline werden beispielsweise durch die 1,3-dipolare Cycloaddition von Nitriloxiden an Alkene dargestellt.